# اسکات فریزر (بازیکن فوتبال، زاده ۱۹۹۵)
اسکات فریزر (انگلیسی: Scott Fraser؛ زادهٔ ۳۰ مارس ۱۹۹۵) بازیکن فوتبال اهل بریتانیا است.
از باشگاه‌هایی که در آن بازی کرده است می‌توان به باشگاه فوتبال داندی یونایتد اشاره کرد.